# Memoria dell'acqua
La memoria dell'acqua sarebbe la presunta proprietà dell'acqua di mantenere un "ricordo" delle sostanze con cui è venuta in contatto. Alcuni affermerebbero che, per produrre tale effetto, l'acqua debba essere agitata ("succussa") a ogni diluizione di nuova sostanza con cui entra in contatto.
Non esiste alcuna prova scientifica che supporti l'esistenza del presunto fenomeno. Sebbene siano stati pubblicati studi che sembrano comprovare il fenomeno, in realtà tali studi non hanno superato la prova del doppio cieco: essi mancano quindi della ripetibilità necessaria per dare attendibilità ai risultati vantati.

## Storia
Il concetto di memoria dell'acqua fu proposto per la prima volta da Jacques Benveniste, (1988) ipotizzando un meccanismo che spiegasse il presunto funzionamento dei rimedi omeopatici, la cui efficacia è, a loro volta, indimostrata.
Tali rimedi, chimicamente composti di acqua e zucchero, vengono preparati miscelando più volte il principio attivo in acqua a diluizioni così spinte da perdere ogni presenza di molecole del principio attivo originario con cui vengono messi a contatto.
Le ricerche di Benveniste risultarono false e manipolate: la rivista scientifica Nature illustrò la scoperta del falso pubblicando una relazione, smentendo i risultati del medico francese.
Nessuno studio successivo condotto in doppio cieco produsse risultati apprezzabili. 
Il concetto di memoria dell'acqua è quindi pseudoscientifico e privo di fondamento. Anche da un punto di vista chimico-fisico l'acqua non mantiene alcuna relazione con altre molecole se non per qualche decina di femtosecondi.
Nel 2011 una sezione della rivista scientifica Journal of Physics (la Conference Series, che gode di una blanda peer review) ha pubblicato uno studio di Luc Montagnier et al., intitolato DNA waves and water, nel quale è illustrato come soluzioni acquose altamente diluite di sequenze di DNA del virus HIV, di altri virus e di batteri produrrebbero segnali elettromagnetici di bassa frequenza caratteristici del DNA in soluzione. Secondo i sostenitori dell'omeopatia, tale studio, pur non essendo finalizzato a ricerche sull'omeopatia, avrebbe potuto aprire nuove prospettive di approfondimento sul tema. In seguito il lavoro è stato additato internazionalmente come privo di validità scientifica, poiché carente relativamente al protocollo sperimentale, alle apparecchiature usate, e perfino per l'incoerenza delle sue stesse basi teoriche.